# 다마고치!
《다마고치!》(일본어: たまごっち!)는 오엘엠에서 제작하고 TX네트워크에서 방영한 일본 애니메이션 시리즈이다. 반다이와 위즈에서 출시한 장난감인 다마고치를 기반으로 한다. 감독은 시무라 조지 각본가는 마츠이 아야이며 캐릭터 디자인은 이치이시 사유리, 쇼지 야스카즈, 사카이 미와가 담당했다. 총 5기가 제작되었으며 TV 도쿄 계열의 방송국을 통해 2009년 10월 12일부터 2015년 9월 24일까지 방영하였고 한국판은 대원방송 해피해피 다마고치!는 2014년 5월 5일부터 10월 23일까지와 해피하모니 다마고치!는 2015년 2월 2일부터 5월 19일까지에 방영하였다.
"다마고치!"가 방송을 종료했을 때며 다마고치의 비슷한 애니메이션으로 후속작인 "견습신 비밀의 코코타마"로 방송하게 된다.

## 스토리 라인

### 제 1기: 다마고치!

#### 1화~94화 (러블리 다마친구·해피하모니 편)
다마고치 별의 "다마고치 타운"에 마메치, 메메치, 구치파치와 본작부터 등장한 러블린, 좀 도중부터 다마고치 타운에 유학 온 멜로디치 등이 벌이는 일상을 그려. 작품 내에서 고대의 다마고치 별에 타임 슬립 하거나 멜로디치의 고향에서 일상적인 현상이 일어나는 전개가 있다. 제 71화에서는 모리리치가 등장하고 다마고치에 여러가지 액세서리를 "다마모리"라고 불리는 패션도 등장했다. 

#### 95화~143화 (콜렉트 다마하트 편)
다마고치끼리의 유대로 태어났다 다마하트를 모으는 내용이 되어 있다. 하트 섬에서 수행의 목적으로 온 "키즈나치"와 지구에서 전송되어 온 인간의 "토모미"와 다마고치의 진화 등이 보인다. 막판에 해당하는 제 139화 이후 다마고치들이 달걀화 현상이 일어났으며 본격적 맛을 띤 스토리 전개가 되고 있다.

### 제 2기: 다마고치! 유메키라 드림

#### 1화(통산 144화)~49화(통산 192화)
달걀화 현상에서 몇달 후의 일. 계란화 현상이 발생하기 전에 개최되던 "로봇 축구 토너먼트"에서 우승하며 그 공적을 칭송 받던 마메치, 메메치, 구치파치의 3명은 새로운 지역 "드림 타운"에서 유학하고 거기서 두 다마고치 유메미치와 키라리치가 만난다. 두 사람은 우상이 되겠다는 꿈을 갖고 있으며, 그 꿈을 이루기 위해 어느 서커스 장소에서 만난 점쟁이 할머니에게 건네받은 "유메키라백"을 사용하는 다양한 모습으로 변신하고 정체를 알아채지 못하게 하면서 드림 타운에서 일어나는 갖가지 문제를 해결한다.

### 제 3기: 다마고치! 미라클 프렌즈

#### 1화(통산 193화)~29화(통산 221화)
미래의 드림 타운에서, 신비한 다마고치드림 박들하지만 누군가로 놓치는 사건이 일어났다. 미래의 드림 타운에 사는 미라이치와 쿠루루치는 아버지인 닥터 퓨처에 의뢰 받고 두 파트너 "워치린 "과 함께 방출된 드림바쿠치를 보호하게 되지만 그 와중에 수수께끼의 다마고치 "X가면"과 만난다. X가면도 또 어떤 목적을 달성하기 위해드림 박들을 쫓고 있는 것이다. 그러나 그가 쫓기던 드림 박들이 갈팡질팡 하면서 그 영향으로 워치 린에 내장된 타임 트래블 기능이 작동하며, 워치린은 X가면들과 함께 마메치가 사는 현대 드림 타운에 타임 슬립 한다. 두 사람은 미래에 오기 위해 미래의 아이템 "주머니 디자이너"를 쓰고 친해진 마메쯔치들과 협력하고 드림 박들을 보호하는데, 그때 X가면도 드림 박들의 포획에 나서고 있었다.

### 제 4기: GO-GO 다마고치!

#### 1화(통산 221화)~49화(통산 271화)
마메치의 친구들이 드림 스쿨에서 지내면서 1000년에 한번 다마고치 별에서 대륙들끼리 충돌한다는 수수께끼 현상 "다마고둥"이 발생한다. 그래서 다마고치 타운과 드림 타운은 합쳐진다 "드림다마 타운"으로 불리는 마을이 탄생하고 드림 타운에 유학하고 있다"마메치, 메메치, 구치파치"는 다마고치 타운에서 살고 있다 "러블리치, 멜로디치" 우주에서는 "히메스페치" 미래에서는 "미라이치와 쿠루루치", 멜로디 랜드에서는 "유메미치와 키라리치"와 재회하고 이번 작품에서 등장하는 "네네치, 오레네치"도 맞아 새로운 친구 드림다마 타운에선 새 생활이 시작된다.

## 방송 기간
| 기수 | 화수        | 일본 방영일                        | 한국 방영일 |
| ---- | ----------- | ---------------------------------- | --- |
| 1    | 1화~49화    | 2009년 10월 12일 ~ 2010년 9월 27일 | 애니원: 2014년 5월 5일 애니박스: 2014년 5월 5일 챔프TV: 2014년 5월 5일 애니맥스 재능TV 어린이TV JEI English TV 디즈니 채널 디즈니 주니어 OBS 경인TV |
| 2    | 50화~94화   | 2010년 10월 11일 ~ 2011년 8월 29일 | 애니원: 2015년 2월 2일 애니박스: 2015년 2월 2일 챔프TV: 2015년 2월 2일                                                                              |
| 3    | 95화~143화  | 2011년 9월 5일 ~ 2012년 9월 3일    | 대한민국 미방영 |
| 4    | 144화~192화 | 2012년 9월 10일 ~ 2013년 8월 29일  | 대한민국 미방영 |
| 5    | 193화~221화 | 2013년 9월 5일 ~ 2014년 3월 27일   | 대한민국 미방영 |
| 6    | 222화~271화 | 2014년 4월 3일 ~ 2015년 3월 26일   | 대한민국 미방영 |
| 7    | 1화 ~ 26화  | 2015년 4월 2일 ~ 2015년 9월 24일   | 대한민국 미방영 |

## 오프닝/엔딩

#### 오프닝
| 기수 | 제목                          | 방영 시작화                                         | 종영화                                                | 한국 적용                                                |
| ---- | ----------------------------- | --------------------------------------------------- | ----------------------------------------------------- | -------------------------------------------------------- |
| 1기  | GO-GO! 다마고치!              | 다마고치! 제 1화 2009년 10월 12일                   | 다마고치! 제 73화 2011년 3월 28일                     | GO-GO! 다마고치! 해피해피 다마고치! 해피하모니 다마고치! |
| 2기  | Like & Peace!                 | 다마고치! 제 74화 2011년 4월 11일                   | 다마고치! 제 98화 2011년 10월 3일                     |                                                          |
| 3기  | 반짝반짝 Every day            | 다마고치! 제 99화 2011년 10월 10일                  | 다마고치! 제 122화 2012년 3월 26일                    |                                                          |
| 4기  | I★my★me★mine                  | 다마고치! 제 123화 2012년 4월 9일                   | 다마고치! 제 143화 2012년 9월 3일                     |                                                          |
| 5기  | 도레미파소라이로              | 다마고치! 유메키라 드림 제 1화 2012년 9월 10일      | 다마고치! 유메키라 드림 제 27화 2013년 3월 25일       |                                                          |
| 6기  | 로큰·하트                     | 다마고치! 유메키라 드림 제 28화 2013년 4월 4일      | 다마고치! 유메키라 드림 제 49화 2013년 8월 29일       |                                                          |
| 7기  | 미라클☆트래플                 | 다마고치! 미라클 프렌즈 제 1화 2013년 9월 5일       | 다마고치! 미라클 프렌즈 제 29화 2014년 3월 27일       |                                                          |
| 8기  | GO-GO 다마고치! (hitomi ver.) | GO-GO 다마고치! 제 1화 2014년 4월 3일               | GO-GO 다마고치! 제 25화 2014년 9월 25일               |                                                          |
| 9기  | GO-GO 다마고치! (마메치 ver.) | GO-GO 다마고치! 제 26화 2014년 10월 2일             | GO-GO 다마고치! 제 50화 2015년 3월 26일               |                                                          |
| 10기 | GO-GO 다마고치! (30초 ver.)   | 다마고치! 다마 토모 다이슈 GO 제 1화 2015년 4월 2일 | 다마고치! 다마 토모 다이슈 GO 제 26화 2015년 9월 24일 |                                                          |

#### 엔딩
| 기수 | 제목              | 방영 시작화                                    | 종영화                                          | 한국 적용                             |
| ---- | ----------------- | ---------------------------------------------- | ----------------------------------------------- | ------------------------------------- |
| 1기  | 다마친구 포에버   | 다마고치! 제 1화 2009년 10월 12일              | 다마고치! 제 25화 2010년 3월 29일               |                                       |
| 2기  | 만약 ☆ 파라다이스 | 다마고치! 제 26화 2010년 4월 12일              | 다마고치! 제 49화 2010년 9월 27일               |                                       |
| 3기  | 해피 해피 하모니  | 다마고치! 제 50화 2010년 10월 11일             | 다마고치! 제 73화 2011년 3월 28일               | 해피 해피 하모니 해피하모니 다마고치! |
| 4기  | Smiling!          | 다마고치! 제 74화 2011년 4월 11일              | 다마고치! 제 85화 2011년 6월 27일               |                                       |
| 5기  | 키즈나            | 다마고치! 제 86화 2011년 7월 4일               | 다마고치! 제 98화 2011년 10월 3일               |                                       |
| 6기  | 기도              | 다마고치! 제 99화 2011년 10월 10일             | 다마고치! 제 122화 2012년 3월 26일              |                                       |
| 7기  | 가위바위보!       | 다마고치! 제 123화 2012년 4월 9일              | 다마고치! 제 143화 2012년 9월 3일               |                                       |
| 8기  | 분명 계속 Happy!  | 다마고치! 유메키라 드림 제 1화 2012년 9월 10일 | 다마고치! 유메키라 드림 제 27화 2013년 3월 25일 |                                       |
| 9기  | 파워풀・비트!     | 다마고치! 유메키라 드림 제 28화 2013년 4월 4일 | 다마고치! 유메키라 드림 제 49화 2013년 8월 29일 |                                       |
| 10기 | 언젠가 언젠가     | 다마고치! 미라클 프렌즈 제 1화 2013년 9월 5일  | 다마고치! 미라클 프렌즈 제 29화 2014년 3월 27일 |                                       |
| 11기 | ＲＡＩＮＢＯＷ    | GO-GO 다마고치! 제 1화 2014년 4월 3일          | GO-GO 다마고치! 제 25화 2014년 9월 25일         |                                       |
| 12기 | Baby I            | GO-GO 다마고치! 제 26화 2014년 10월 2일        | GO-GO 다마고치! 제 50화 2015년 3월 26일         |                                       |

## DVD·CD

### DVD

#### 1기
| 마키 | 수록화 수   | 마스코트               | 렌탈 개시일      |
| ---- | ----------- | ---------------------- | ---------------- |
| 1    | 제1-4화     | 마메치                 | 2010년 3월 26일  |
| 2    | 제5-8화     | 러블리치               | 2010년 4월 23일  |
| 3    | 제9-12화    | 메메치                 | 2010년 5월 28일  |
| 4    | 제13-16화   | 구치파치               | 2010년 6월 25일  |
| 5    | 제17~20화   | 차마메치               | 2010년 7월 23일  |
| 6    | 제21~24화   | 키키치                 | 2010년 8월 27일  |
| 7    | 제25~28화   | 플라워치               | 2010년 9월 24일  |
| 8    | 제29~32화   | 쿠로마메치             | 2010년 10월 27일 |
| 9    | 제33~36화   | 해피해피치             | 2010년 11월 26일 |
| 10   | 제37~40화   | 우와사치               | 2010년 12월 22일 |
| 11   | 제41~44화   | 스페이시치             | 2011년 1월 28일  |
| 12   | 제45~49화   | 멜로디치               | 2011년 2월 25일  |
| 13   | 제50~53화   | 러블린                 | 2011년 4월 7일   |
| 14   | 제54~57화   | 마키코                 | 2011년 4월 22일  |
| 15   | 제58~61화   | 아카스페치, 삐뽀스페치 | 2011년 5월 27일  |
| 16   | 제62~65화   | 고자루치               | 2011년 6월 24일  |
| 17   | 제66~69화   | 도레미치, 소프라치     | 2011년 7월 22일  |
| 18   | 제70~73화   | 모리리치               | 2011년 8월 26일  |
| 19   | 제74~77화   | 고리파치               | 2011년 9월 22일  |
| 20   | 제78~81화   | GOTCHIMAN              | 2011년 10월 26일 |
| 21   | 제82~85화   | 텔린, 파샤린           | 2011년 11월 26일 |
| 22   | 제86~89화   | 다마P치                | 2011년 12월 26일 |
| 23   | 제90~93화   | MC빠뻬치               | 2012년 1월 27일  |
| 24   | 제94~98화   | 돈파라치               | 2012년 2월 24일  |
| 25   | 제99~102화  | 마메치                 | 2012년 3월 23일  |
| 26   | 제103~106화 | 키즈나치               | 2012년 4월 20일  |
| 27   | 제107~110화 | 러블리치               | 2012년 5월 25일  |
| 28   | 제111~114화 | 토모미                 | 2012년 6월 22일  |
| 29   | 제115~118화 | 히메스페치             | 2012년 7월 27일  |
| 30   | 제119~122화 | 멜로디치               | 2012년 8월 24일  |
| 31   | 제123~126화 | 차마메치               | 2012년 9월 21일  |
| 32   | 제127~130화 | 메메치                 | 2012년 10월 26일 |
| 33   | 제131~134화 | 구치파치               | 2012년 11월 22일 |
| 34   | 제135~138화 | 다마코 공주            | 2012년 12월 21일 |
| 35   | 제139~143화 | 하트카미치             | 2013년 1월 29일  |

#### 2기
| 마키 | 수록화 수 | 마스코트   | 렌탈 개시일      |
| ---- | --------- | ---------- | ---------------- |
| 1    | 제1-4화   | 유메미치   | 2013년 2월 22일  |
| 2    | 제5-8화   | 키라리치   | 2013년 3월 22일  |
| 3    | 제9-12화  | 마메치     | 2013년 4월 24일  |
| 4    | 제13-16화 | 유메캔치   | 2013년 5월 28일  |
| 5    | 제17~20화 | 마죠코치   | 2013년 6월 21일  |
| 6    | 제21~24화 | 피아니치   | 2013년 7월 27일  |
| 7    | 제25~28화 | 메메치     | 2013년 8월 28일  |
| 8    | 제29~32화 | 구치파치   | 2013년 9월 25일  |
| 9    | 제33~36화 | 히메스페치 | 2013년 10월 25일 |
| 10   | 제37~40화 | 카페 마마  | 2013년 11월 22일 |
| 11   | 제41~44화 | 라이트치   | 2013년 12월 25일 |
| 12   | 제45~49화 | 코프레치   | 2014년 1월 29일  |

#### 3기
| 마키 | 수록화 수 | 마스코트     | 렌탈 개시일     |
| ---- | --------- | ------------ | --------------- |
| 1    | 제1-5화   | 미라이치     | 2014년 2월 21일 |
| 2    | 제6-9화   | 쿠루루치     | 2014년 3월 26일 |
| 3    | 제10-13화 | 마담무치     | 2014년 4월 25일 |
| 4    | 제14-17화 | 워치린       | 2014년 5월 28일 |
| 5    | 제18~21화 | 캔디파쿠파쿠 | 2014년 6월 20일 |
| 6    | 제22~25화 | 닥터 퓨처    | 2014년 7월 25일 |
| 7    | 제26~29화 | 스마트치     | 2014년 8월 27일 |

#### 4기
| 마키 | 수록화 수 | 마스코트                              | 렌탈 개시일      |
| ---- | --------- | ------------------------------------- | ---------------- |
| 1    | 제1-4화   | 마메치, 메메치, 구치파치              | 2014년 9월 24일  |
| 2    | 제5-8화   | 멜로디치, 피아니치, 오야지치          | 2014년 10월 29일 |
| 3    | 제9-12화  | 러블리치, 유메미치, 키라리치          | 2014년 11월 21일 |
| 4    | 제13-16화 | 네네치, 쿠로마메치, 오레네치          | 2014년 12월 25일 |
| 5    | 제17~20화 | 모리리치, 코프레치, 캔디파쿠파쿠      | 2015년 1월 28일  |
| 6    | 제21~25화 | 미라이치, 쿠루루치, 구치파치          | 2015년 2월 20일  |
| 7    | 제26~29화 | 러블린, 멜로디치, 피아니치            | 2015년 3월 27일  |
| 8    | 제30~33화 | 러브소라치, 마메치, 스페이시치        | 2015년 4월 24일  |
| 9    | 제34~37화 | 히메스페치, 네네치, 캔디파쿠파쿠      | 2015년 5월 27일  |
| 10   | 제38~41화 | 쿠루루치, 미라이치, 메메치            | 2015년 6월 26일  |
| 11   | 제42~45화 | 키라리치, 유메미치, 오레네치          | 2015년 7월 24일  |
| 12   | 제46~50화 | 마메치, 메메치, 구치파치, 다마고치 별 | 2015년 8월 26일  |

#### DVD 셀렉션
| 제목                          | 수록화 수              | 마스코트                                                 | 렌탈 개시일     |
| ----------------------------- | ---------------------- | -------------------------------------------------------- | --------------- |
| 모두 너무 좋아☆ 러블린의 비밀 | 제3화, 5~6화           | 러블린, 마메치, 메메치, 구치파치 쿠로마메치              | 2010년 3월 26일 |
| 단짝이 되자 ☆ 해피의 비밀     | 제10-B, 11-A, 12, 18화 | 마메치, 러블리치, 메메치, 구치파치, 차마메치, 해피해피치 | 2010년 3월 26일 |

| 제목                                            | 수록화 수        | 마스코트                                                 | 렌탈 개시일     |
| ----------------------------------------------- | ---------------- | -------------------------------------------------------- | --------------- |
| 멜로디치 편: 계속 똑같아 ♪ 멜로디 바이올린      | 제119화~120화    | 멜로디치, 러블리치, 마메치                               | 2013년 7월 26일 |
| 모리리치 편: 모두 다마모리! 멋져용★             | 제76, 118화      | 모리리치, 마메치, 멜로디치, 러블리치, 도레미치, 소프라치 | 2013년 7월 26일 |
| 히메스페치 편: 기가큔 우리 러브 운점            | 제115, 126화     | 히메스페치, 마메치                                       | 2013년 7월 26일 |
| 유메미치 & 키라리치 편: 유메키라백으로 대변신 ☆ | 시즌 2기 제1~2화 | 유메미치, 키라리치, 마메치, 메메치, 구치파치             | 2013년 7월 26일 |

## 조기종영
한국판은 3기는 추후 방영이 될 수도 있지만, 방영계획은 없고 3기 방영은 없다. 낮은 인기라해서 94화에 종영되었고, 수입 자체가 끊겨버렸다.